# David Emge
David Emge  (9 de septiembre de 1946-20 de enero de 2024) fue un actor estadounidense, conocido por su papel de "Stephen" en el cine clásico de George A. Romero, Dawn of the dead en 1978, junto a Ken Foree.

## Primeros años
David Enge nació en Evansille, Indiana, Estados Unidos en 1946. Obtuvo más tarde una licenciatura en Artes, con especialización en Arte Dramático, mientras estudiaba en la universidad de Evansille.

## Trayectoria en películas
Uno de los compañeros de Emge y además, socios en la actuación era Ron Glass, mientras iban a la universidad y quien más tarde consiguió la fama como la participación de un miembro estelar de la comedia de Situación de Barney Miller. Mientras trabajaba en la cocina de un restaurante de Nueva York, Emge conoció a George A. Romero, quien había hecho numerosas películas llamadas como "obras de arte" y lo eligió para la participación como protagonista en la película Dawn of the Dead en 1978. Este fue el mayor éxito para Emge, que más tarde trabajó también en un papel principal en la película Hellmaster en 1992.

## Filmografía
- Hellmaster (1992), como Robert.
- Basket Case 2 (1990), como Half Moon.
- Dawn of the Dead (1978), como Stephen Andrews.
- The Booby Hatch (1975)